# آلفونسو لوپز پومارجو
آلفونسو لوپز پومارجو (اسپانیایی: Alfonso López Pumarejo‎؛ زاده ۳۱ ژانویهٔ ۱۸۸۶ – درگذشته ۲۰ نوامبر ۱۹۵۹) سیاست‌مدار اهل کلمبیا بود. وی دو بار از ۷ اوت ۱۹۳۴ تا ۷ اوت ۱۹۳۸ و سپس از ۷ اوت ۱۹۴۲ تا ۷ اوت ۱۹۴۶ رئیس‌جمهور این کشور بود. آلفونسو لوپز پومارجو در ۲۰ نوامبر ۱۹۵۹، در سن ۷۳ سالگی در لندن درگذشت.